# Пушкари (Московская область)
Пушкари — упразднённая деревня в Волоколамском районе Московской области. Входила в состав Ченецкого сельского округа.

## История
Топоним происходит от профессии первопоселенца — пушкарь или от профессии большинства жителей.
Решением Совета депутатов Волоколамского района МО от 17.03.2004 N 33-4 вошла в состав городского поселения Волоколамское и была переименована в улицу Пушкарская Слобода.

## Население
Национальный состав
Согласно результатам переписи 2002 года, в национальной структуре населения русские составляли  98% из 139 человек.